# Platební systém

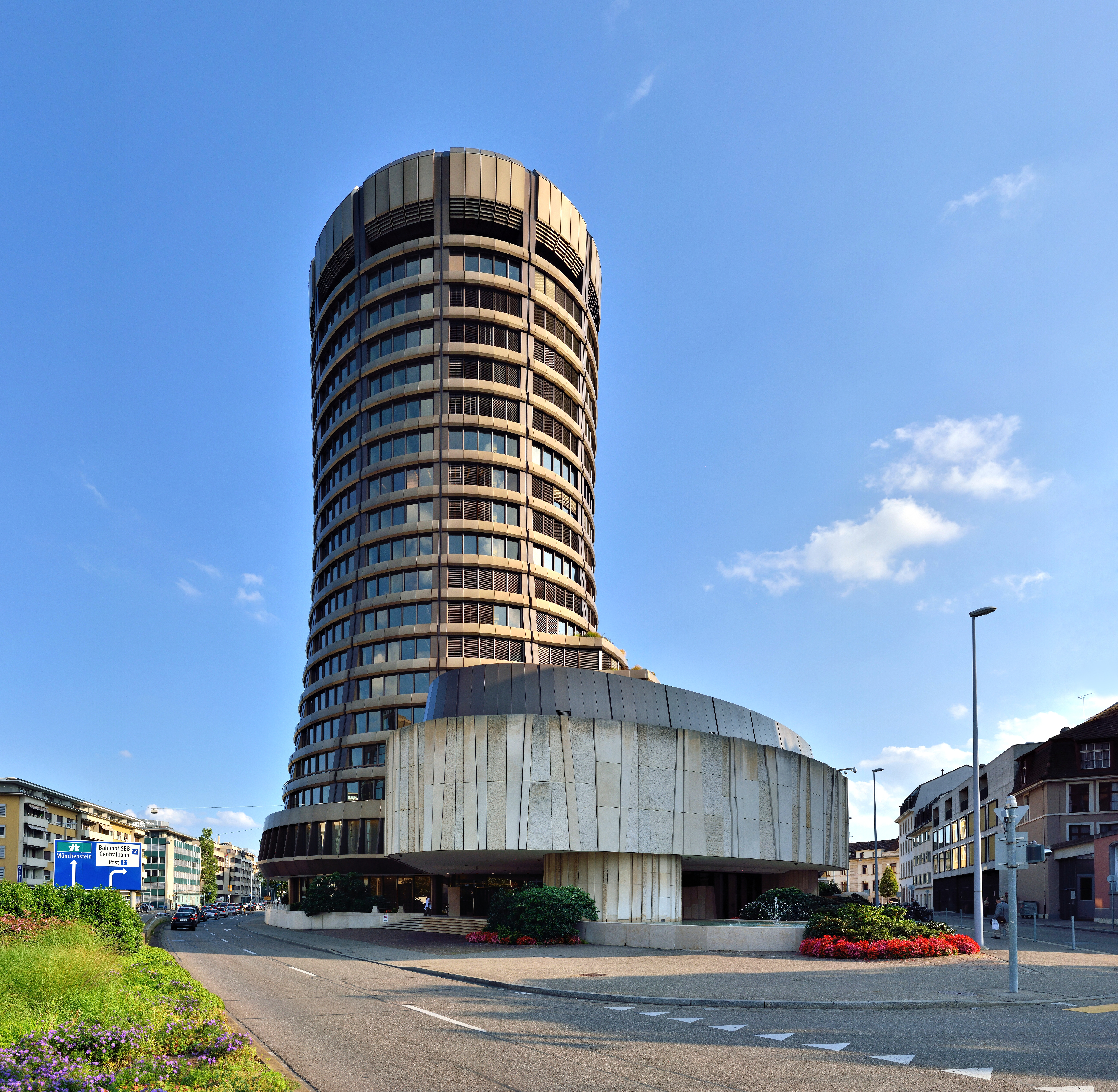
Sídlo Banky pro mezinárodní platby v Basileji.

Platební systém je způsob či zařízení pro vypořádání plateb mezi dvěma účastníky pomocí třetí osoby a jejích zařízení. U centralizovaných systémů obecně pro procesu vstupuje také clearing; u komplikovanějších metod přes propojené systémy však může docházet i ke zřetězení několika clearingů.
Placení bez platebního systému využívá hotovost, nebo dokonce barter: I ten však může potřebovat clearing, vzájemná započítávání. Při placení s konverzí do různých měn je zapojeno i směnárnictví.

## Způsoby placení

### papírové
- bankovky - v původním významu papírových peněz emitovaných jednotlivými soukromými bankami.
- státovky - v původním významu papírových peněz emitovaných státem, jako protikladu soukromých bankovek.
- směnky (vlastní) a šeky (směnky cizí), dnes cenné papíry, původně prosté úpisy: Slib vypořádání v budoucnu, termínovaný anebo tzv. "na viděnou".
- mechanické propisoty embossovaných kreditních karet "žehličkami", s vypořádáním až i v týdnech, podle vzdálenosti. Dnes již opuštěná metoda, snadno zneužitelná.
- Složenka je peněžní služba České pošty.

### elektronické hotovostní
Využívají se bankomaty (ATM, z anglického automated teller machine) nebo vkladomaty.
- Elektronický výběr hotovosti, kdy domácí banka pak v obou případech platbu vypořádá proti nějakému účtu klienta:
  - ze svého účtu pomocí debetní karty, proti úsporám na běžném účtu držitele karty,
  - nebo z účtu banky, na její úkor, kreditní kartou: pak se čerpá z přistaveného úvěru ke kreditní kartě.

### elektronické bezhotovostní
Elektronické bezhotovostní platby a převody lze provádět jak z eBankingu své banky, tak i z některých bankomatů. Hybridní službou je pokyn k převodu dříve běžně podávaný na přepážce banky, později přes sběrné boxy na pobočkách.
- žiro, převody peněz (tlačné) z účtu příkazce, na svůj úkor, ve prospěch jiného účtu, typicky cizího.
- inkaso, direct debit, na základě předchozího povolení k inkasu: Příkaz (tažný) cizí bance k platbě z účtu jejího klienta, ve prospěch příkazce, typicky přes vlastní banku.
- elektronické šeky - papírové šeky tištěné magnetickým inkoustem a s vlastní infrastrukturou čteček a clearingu, jako je například ACH v USA.
- internetové platební brány - sice vycházejí z platebních karet, které musí mít povoleny elektronické platby, jde však o služby jednotlivých bank či provozovatelů karet, kteří sami uzavírají přímé smlouvy s jednotlivými obchodníky a eShopy.

### elektronické nehotovostní
- Kryptoměny mají jako platební systém typicky blockchain a hashe.

## Oblasti platnosti a použití
Bezhotovostní platební styk uskutečňující se mezi různými bankami je možno provádět dvěma způsoby, a to buď korespondentským platebním systémem, nebo zúčtováním.
Systém zúčtování pracuje tím způsobem, že jedna banka (v ČR je to ČNB a její CERTIS) vystupuje jako zúčtovací centrum pro ostatní, komerční banky.
Vypořádání, clearing
- Mezinárodní mezibankovní převody si banky vypořádávají samy, například přes zprávy SWIFT.
- Mezinárodní nebankovní převody nabízí třeba firma Western Union, ale i mnoho dalších.
- Samostatnou kapitolou jsou převody přes síť důvěrníků, což je tradiční metoda, dnes využívaná spíše už jen v muslimských zemích; ve středověku ji však po Evropě nabízel například Řád templářů.

## Česká republika
Systém poskytující platební služby, tedy služby spojené s finančními transakcemi se v ČR nazývá platební styk. Kromě samotných platebních transakcí platební styk zahrnuje i bankovní platební účty, peněžní prostředky, platební prostředky, inkasa, úhrady (vlastní převod peněžních prostředků), trvalé příkazy, možnosti přečerpání a jejich překročení a některé další služby. 
Platební styk a s ním související předpisy
v ČR reguluje Česká národní banka. Ta také poskytuje služby platebního styku organizačním složkám státu a
umožňuje elektronické převody mezi bankami přes clearingové centrum ČNB nazvané CERTIS (Czech Express Real Time Interbank Gross Settlement System).

### Neodvolatelnost zúčtování
Evropská komise vydala směrnici 98/26/EC o neodvolatelnosti zúčtování v platebních systémech a systémech vypořádání cenných papírů. Seznam systémů je veden na webových stránkách Evropského orgánu pro cenné papíry a trhy (ESMA). ČNB k tomu vydala vyhlášku a vede seznam těchto systémů, který je totožný se seznamem účastníků mezibankovního platebního systému CERTIS.